# Kawanishi Baika
Kawanishi Baika (jap. 川西 梅花) – niezrealizowany projekt japońskiego samolotu-pocisku z napędem pulsacyjnym, przeznaczonego dla lotnictwa Japońskiej Cesarskiej Marynarki Wojennej, którego zadaniem miały być samobójcze ataki na amerykańską flotę inwazyjną. Projekt oparty był na koncepcji niemieckiego pilotowanego pocisku V-1, samolotu Fieseler Fi 103R (Reichenberg).

## Historia

### Geneza
W sierpniu 1944 Japońska Cesarska Marynarka Wojenna opracowała plan powstrzymania  United States Navy przy pomocy samobójczych ataków lotniczych. 
W celu realizacji planowanej strategii zakładano wykorzystanie już istniejących konstrukcji oraz budowę zupełnie nowych maszyn przeznaczonych wyłącznie do wykonywania misji samobójczych znanych jako kamikaze. Samoloty przeznaczone do tego typu działań nazwano ogólną nazwą Kokoku Heiki (Broń Cesarza). W ramach owych broni wyróżniono trzy podgrupy. Pierwszą z nich (Kokoku Heiki Gō 1 - Broń Cesarza Nr 1) były samoloty już istniejące, które w wyniku niewielkich modyfikacji można było przystosować do przenoszenia 800 kg bomb. Wśród nich znalazły się między innymi Yokosuka D4Y Suisei, Nakajima B6N Tenzan oraz Kawanishi N1K. 
Do grupy drugiej oznaczonej jako Kokoku Heiki Gō 2 zaliczono wszystkie projektowane samoloty z napędem odrzutowym i rakietowym na różnych etapach realizacji. Samolotem z tej grupy broni był Nakajima Maru-Ten. 
Trzecią grupę, Kokoku Heiki Gō 3 miały stanowić dopiero planowane samoloty, których jedynym przeznaczeniem miały być misje samobójcze. Były to specjalnie do tego celu przeznaczone maszyny określane mianem Tokubetsu Kogeki-tai (specjalne samoloty uderzeniowe), charakteryzujące się uproszczoną konstrukcją, łatwością pilotażu i budowy umożliwiającą masową produkcję. Przykładem takich maszyn są Nakajima Ki-115 oraz Kawanishi Baika.

### Projekt
Prace nad specjalnym samolotem uderzeniowym z silnikiem pulsacyjnym początkowo prowadziły niezależnie od siebie dwa ośrodki. Projekt profesorów Ichirō Tani i Taichirō Ogawa z Instytutu Lotniczego na Cesarskim Uniwersytecie Tokijskim oraz Pierwszy Arsenał Lotniczo-Techniczny Lotnictwa Marynarki (第一海軍航空技術廠, Dai-Ichi Kaigun Koku Gijutsu-Sho znanym pod skrótowym określeniem Kugisho) w Yokosuka. 
W obu ośrodkach podstawą przyszłej konstrukcji była dokumentacja techniczna niemieckiego pocisku V-1, jego wersji pilotowanej Fi 103R oraz plany myśliwca Heinkel He 162. Niewielka część dokumentacji technicznej wymienionych maszyn została przywieziona do Tokio na pokładzie samolotu przez komandora Eiichi Iwaya. Zdecydowana większość planów, dokumentów i części pozyskanych przez Japonię z Niemiec zatonęła na pokładach dwóch okrętów podwodnych I-8 oraz I-29. 
Japończykom musiało wystarczyć to co ocalił komandor Iwaya. Wstępne założenia konstrukcyjne japońskiej kopii niemieckiego Fi 103R wpłynęły do zakładów Kawanishi 2 lipca 1945 roku. Z racji prostoty konstrukcji do napędu nowej maszyny wybrano silnik pulsacyjny Maru Ka-10. Istotny był również fakt, że Ka-10 nie wymagał paliwa wysokiej jakości. 
Miesiąc później, 5 sierpnia odbyło się spotkanie, w którym uczestniczyli przedstawiciele Wydziału Technicznego Lotnictwa Cesarskiej Marynarki, profesorowie Ogawa, Nakanishi i Kihara z Instytutu Lotniczego oraz dyrektor wytwórni Kawanishi. Na spotkaniu dokonano wyboru ostatecznego wariantu samolotu, który oparty został na projekcie realizowanym w Kugisho z wykorzystaniem wielu rozwiązań zaproponowanych przez Instytut. 
Przewidywano budowę dwóch wariantów samolotu. Wersji z podwoziem kołowym mającej służyć wstępnemu szkoleniu pilotów Baiki oraz wersji bojowej pozbawionej podwozia, startującej przy pomocy katapulty na wózku startowym napędzanym silnikiem rakietowym. Podczas spotkania ustalono również harmonogram prac nad samolotem. Do końca września planowano ukończyć dokumentację techniczną samolotu, a w końcu października 1945 r. - uruchomić produkcję seryjną. 
Wstępne zamówienie złożone w Kawanishi zakładało wybudowanie jednej maszyny w wersji samobójczej i dziesięciu w wersji dwumiejscowej, szkolnej. Dzień po pierwszym spotkaniu, 6 sierpnia 1945 r., ustalono rodzaj materiałów, z których miał zostać wybudowanu samolot. Zakładano wykorzystanie drewna i stali. 8 sierpnia utworzono zespół konstrukcyjny składający się z 60 osób pod kierunkiem inżyniera Tamenobu, w którym dominującą rolę odgrywać mieli konstruktorzy marynarki. 11 sierpnia do wytwórni Kawanishi przybyło pierwszych dziesięciu członków zespołu. 
15 sierpnia, cesarz Hirohito w radiowym orędziu do narodu ogłosił kapitulację Japonii wobec aliantów. Tego samego dnia do Kawanishi przybyło kolejnych dwudziestu inżynierów. Pomimo zawieszenia broni, jeszcze 20 sierpnia do wytwórni dotarła reszta oddelegowanych do prac przy samolocie konstruktorów.

## Konstrukcja
Baika miała być metalowo-drewnianym, wolnonośnym dolnopłatem z klasycznym usterzeniem, napędzanym pojedynczym silnikiem pulsacyjnym, zamontowanym nad kadłubem. Silnik opierał się z jednej strony na wsporniku zamontowanym za kabiną pilota, a z drugiej strony oparciem było usterzenie pionowe samolotu. 
W wersji szkolnej, wyposażonej w stałe podwozie z kółkiem ogonowym, silnik oparty był o wspornik zamontowany z tyłu kabiny pilota. Rozważana była również wersja z silnikiem zamontowanym na wspornikach pod kadłubem jednak w toku prac projektowych zrezygnowano z tej wersji. Skrzydła proste o lekkim wzniosie. Samolot uzbrojony był w głowicę bojową zamontowaną w dziobie maszyny o wagomiarze 250 kg. Początkowo planowano za kabiną pilota umieścić płytę pancerną o grubości 8 mm jednak w toku prac zrezygnowano z opancerzenia.